# Bulbophyllum microglossum
Bulbophyllum microglossum är en orkidéart som beskrevs av Henry Nicholas Ridley. Bulbophyllum microglossum ingår i släktet Bulbophyllum och familjen orkidéer. Inga underarter finns listade i Catalogue of Life.